# کاتایانوککا
کاتایانُوکْکا (به فنلاندی: Katajanokka) یک منطقهٔ مسکونی در فنلاند است که در هلسینکی واقع شده‌است. کاتایانوککا ۰٫۵۷ کیلومتر مربع مساحت و ۴٬۱۶۷ نفر جمعیت دارد.